# Illusion 2
Illusion 2 – drugi album studyjny zespołu Illusion, wydany w 1994 roku. Album był promowany teledyskami do utworów „Nóż” i „Wojtek”.
Nagrania uzyskały status złotej płyty.
Wersja zremasterowana (z utworami dodatkowymi) ukazała się 21 czerwca 2004 roku.

## Lista utworów (edycja 2004)
| 1.  | „Żez”                                         | 1:16  |
|     |                                               |       |
| 2.  | „Nóż”                                         | 4:33  |
|     |                                               |       |
| 3.  | „Za taki ból”                                 | 3:59  |
|     |                                               |       |
| 4.  | „B.T.S.”                                      | 3:51  |
|     |                                               |       |
| 5.  | „Tylko...”                                    | 2:32  |
|     |                                               |       |
| 6.  | „Tło”                                         | 2:23  |
|     |                                               |       |
| 7.  | „W słomę rąk”                                 | 2:45  |
|     |                                               |       |
| 8.  | „Bracie”                                      | 4:53  |
|     |                                               |       |
| 9.  | „Big Black Hole (For Andrews)”                | 4:24  |
|     |                                               |       |
| 10. | „Wojtek (Rock Café Buddha)”                   | 3:21  |
|     |                                               |       |
| 11. | „Sugar”                                       | 3:10  |
|     |                                               |       |
| 12. | „Myślisz... (Dzięki Ci Henry za natchnienie)” | 5:52  |
|     |                                               |       |
| 13. | „How Many Times”                              | 2:44  |
|     |                                               |       |
| 14. | „Peanuts” (Demo Bonus Audio 2004)             | 3:41  |
|     |                                               |       |
| 13. | „Wojtek” (Bonus Video 2004)                   |       |
|     |                                               |       |
|     |                                               | 49:24 |
|     |                                               |       |

## Twórcy
Skład podstawowy
- Paweł Herbasch – perkusja
- Tomasz Lipnicki – gitara, śpiew
- Jerzy Rutkowski – gitara
- Jarosław Śmigiel – gitara basowa

Pozostali
- Grzegorz „Guzik” Guziński (Flapjack) – gościnnie śpiew w utworze „Wojtek”
- Maciej „Ślimak” Starosta (Acid Drinkers, Flapjack) – gościnnie perkusja

## Opis
Tekst utworu „Nóż” dotyczy zabójstwa kolegi Tomasza Lipnickiego, zadźganego nożem.
Zawarty w tytule piosenki „Wojtek” nazwa odnosi się do klubu w Gdyni „Rock Cafe „Buda”, w którym odbywały się koncerty, m.in. grupy Illusion, oraz osoby Wojtka, zaangażowanego w tenże klub.